# 髙橋一幸
髙橋一幸（たかはし かずゆき、1957年-）は日本の教育学者。専門は英語教育・教師教育。神奈川大学外国語学部教授。

## 来歴
1957年大阪府生まれ。大阪教育大学を卒業し大阪教育大学附属天王寺中学校・高等学校教諭となる。在職中の1992年にパーマー賞を受賞。1995年神奈川大学外国語学部専任講師に就任。2002年同助教授、2009年同教授。また、2002年から2005年までNHKラジオ新基礎英語の講師を務めた。

## 主要業績

### 単著
- 『新基礎英語1  チャンツでノリノリ英語楽習』日本放送出版協会、2005年　ISBN 4-14-039405-6
- 『改訂版・授業づくりと改善の視点―小と高とをつなぐ新時代の中学校英語教育』教育出版、2021年　ISBN 978-4-316-80498-9
- 『改訂版・成長する英語教師―プロの教師の｢初伝｣から｢奥伝｣まで』大修館書店、2022年　ISBN 978-4-469-24657-5
- 『リズムで楽習！チャンツとソングで小学英語』NHK出版、2023年　ISBN 4140351845

### 共編著
- (樋口忠彦・緑川日出子)『すぐれた英語授業実践―よりよい授業づくりのために』大修館書店、2007年　ISBN 978-4-469-24521-9
- (樋口忠彦)『授業づくりのアイデア―視聴覚教材、チャンツ、ゲーム、パソコンの活用法』教育出版、2001年　ISBN 978-4-316-36830-6
- (田尻悟郎)『基礎英語 チャンツで楽習！決定版』日本放送出版協会、2008年　ISBN 978-4-14-039475-5
- (樋口忠彦・大城賢・國方太司)『小学校英語教育の展開―よりよい英語活動への提言』研究社、2010年　ISBN 978-4-327-41073-5
- (樋口忠彦)『Q&A 中学英語指導法事典－現場の悩み152に答える』教育出版、2015年　ISBN 978-4-316-80393-7
- (樋口忠彦・加賀田哲也・泉惠美子)『Ｑ＆Ａ小学英語指導法事典－現場の悩み112に答える』教育出版、2017年　ISBN 978-4-316-80440-8
- (泉惠美子・加賀田哲也・久保野雅史)『Q&A 高校英語指導法事典－現場の悩み133に答える』教育出版、2019年　ISBN 978-4-316-80478-1

### 分担執筆
- 「コミュニケーション活動」樋口忠彦編著『英語楽習－クイズ・ゲームからコミュニケーション活動まで』中教出版、1989年　ISBN 4483001191
- 「授業の進め方」樋口忠彦・行廣泰三編著『小学校英語教育―地球市民育成のために』KTC中央出版、2001年　ISBN 4877582061